# Complexe de l'église épiscopale Emmanuel
Le complexe de l'église épiscopale Emmanuel (Emmanuel Episcopal Church Complex) est un complexe d'église épiscopale historique situé au 37 W. Main Street dans la cité de Norwich, dans le comté de Chenango, État de New York. Le complexe se compose de l'église, de la salle paroissiale et d'un bâtiment éducatif. L'église a été conçue par l'architecte Isaac G. Perry (en) et construite en 1874 dans le style néo-gothique. Il s'agit d'une structure de calcaire rectangulaire à un étage, de 35 mètres (116 pieds) de long et 18 mètres (62 pieds) de large. La façade principale comporte deux tours carrées de hauteurs inégales. La salle paroissiale a été construite en 1915 et agrandie avec le bâtiment éducatif.
Elle a été ajoutée au registre national des lieux historiques en 2009.